# Калдана (Варезе)
Калдана је насеље у Италији у округу Варезе, региону Ломбардија.
Према процени из 2011. у насељу је живело 755 становника. Насеље се налази на надморској висини од 391 м.